# Вајомисинг Хилс (Пенсилванија)
Вајомисинг Хилс (енгл. Wyomissing Hills) град је у америчкој савезној држави Пенсилванија.

## Демографија
По попису из 2000. године број становника је 2.568.
| Група             | 2000.         | 2010.    |
| Белци             | 2.372 (92,4%) | 0 (0,0%) |
| Афроамериканци    | 22 (0,9%)     | 0 (0,0%) |
| Азијати           | 94 (3,7%)     | 0 (0,0%) |
| Хиспаноамериканци | 52 (2,0%)     | 0 (0,0%) |
| Укупно            | 2.568         | 0        |